# Jabal Shams
Il Jabal Shams (in arabo جبل شمس, montagna del Sole) è la cima più elevata dell'Oman. È conosciuta come Jabal Shams perché è il primo luogo in cui ricevere l'alba in Oman a causa della sua alta vetta.
Si trova a nord della città di Al Hamra, sulla catena dei monti Al Hajar.  Dista circa 240 chilometri da Muscat.  
È la montagna più alta della catena dell'Hajar e del paese[3], ed è una popolare area turistica.
Una stretta strada sterrata conduce alla vetta, sebbene non sia aperta al pubblico in quanto attraversa una zona militare riservata. C'è una stazione radar proprio sulla cima della montagna.
Il Ministero del Turismo, Sultanato dell'Oman, afferma che il vertice nord è alto 3.009 m (9.872 piedi)).  
La montagna ha anche una seconda vetta, la South Summit, accessibile al pubblico per il trekking tramite il W4 Trail, segnalato dal Ministero del Turismo dell'Oman. L'elevazione della seconda vetta sud è di 2.997 m (9,833 piedi).
In estate, la temperatura è di circa 20 °C (68 °F) e in inverno scende a meno di 0 °C (32 °F). 
Jabal Shams ospita anche l'Al Nakhur Canyon, così spettacolare da essere etichettato come il Grand Canyon d'Arabia, che taglia tra l'altopiano e la vetta della montagna.
Nelle vicinanze si trova Jabal Akhdar, un altro picco importante della regione.
Ci sono piccoli villaggi e strutture ricettive su un altopiano, a quota 2000 metri a sud-ovest della vetta.